# William Kanerva
William Kanerva (Impilahti, 26 november 1902 – Helsinki, 10 oktober 1956) was een voetballer uit Finland, die speelde als middenvelder gedurende zijn carrière, onder meer voor HJK Helsinki. Hij overleed op 53-jarige leeftijd in de Finse hoofdstad Helsinki.

## Interlandcarrière
Kanerva, bijgenaamd Vili, speelde in totaal vijftig interlands voor de nationale ploeg van Finland in de periode 1922–1938, en scoorde dertien keer. Hij vertegenwoordigde zijn vaderland bij de Olympische Spelen van 1936 in Berlijn, Duitsland, waar Finland in de eerste ronde werd uitgeschakeld na een 7-3 nederlaag tegen Peru. Kanerva nam in dat duel Finlands eerste treffer voor zijn rekening vanaf de strafschopstip, Ernst Grönlund en Pentti Larvo waren de andere doelpuntenmakers.

## Erelijst
HJK Helsinki
- Landskampioen

1919
 HPS Helsinki
- Landskampioen

1926, 1927, 1929, 1932, 1934, 1935